# Viện nghiên cứu kinh tế Ifo

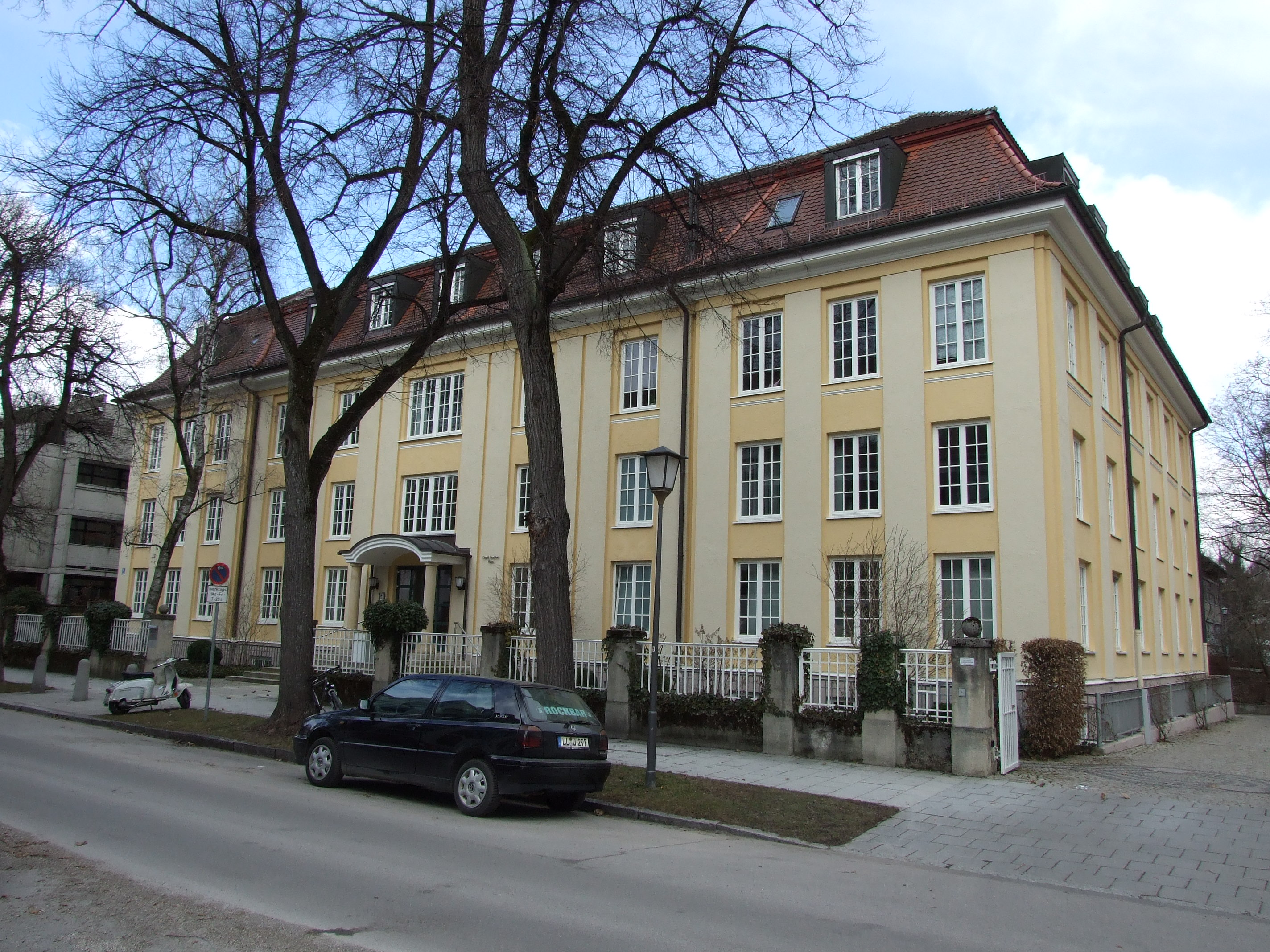
Viện nghiên cứu kinh tế Ifo ở München, Poschinger Straße 5.

Viện nghiên cứu kinh tế Ifo là một cơ quan nghiên cứu có trụ sở chính ở München. Ifo là một chữ ghép từ I (Information:thông tin) và Fo (Forschung:nghiên cứu). Là một trong những think-tank lớn nhất ở Đức về kinh tế, nó phân tích chính sách kinh tế và nó được biết tới nhiều vì Ifo Business Climate Index cho Đức, được công bố hàng tháng. Những đóng góp về nghiên cứu của nó rất đáng kể: 1/4 tất cả các bài được xuất bản từ các viện nghiên cứu Đức đăng trên các báo chí quốc tế về kinh tế 2006 là từ viện này. Frankfurter Allgemeine Zeitung xếp hạng đây là viện nghiên cứu kinh tế có ảnh hưởng nhất Đức.